# Budynek Towarzystwa Kredytowego Ziemskiego w Radomiu
Budynek Towarzystwa Kredytowego Ziemskiego – zabytkowy budynek znajdujący się w Radomiu, przy ulicy Żeromskiego 35. Obiekt jest częścią szlaku turystycznego Zabytki Radomia.

## Historia
Neorenesansowy gmach projektu Henryka Marconiego i Ludwika Radziszewskiego został wzniesiony w 1852 jak siedziba dyrekcji szczegółowej Towarzystwa Kredytowego Ziemskiego, ziemiańskiej instytucji bankowej założonej w 1825 z inicjatywy Franciszka Ksawerego Druckiego Lubeckiego, ministra skarbu Królestwa Polskiego. Radomski oddział Towarzystwa mieścił się w budynku do 1922. W latach 1922–1933 gmach był siedzibą Banku Ziemiańskiego w Warszawie. Od 1933 budynek zajmowały różne instytucje oświatowe. Razem ze ścianą szczytową domu Podworskich gmach Towarzystwa stanowi tło zrewitalizowanego w 2013 skweru.

## Architektura
Gmach Towarzystwa to jednopiętrowy, neorenesansowy budynek skierowany frontem w kierunku ulicy Żeromskiego. Siedmioosiową fasadę zdobią dwa skrajne, piętrowe ryzality dekorowane boniowaniem i balkonami oraz środkowy, parterowy ryzalit wejścia głównego z ozdobnym kartuszem herbowym.